# Kate Mosse
Kate Mosse (West Sussex, 20 ottobre 1961) è una scrittrice e conduttrice televisiva inglese.
È conosciuta soprattutto per il suo romanzo del 2005 I codici del labirinto (Labyrinth), che è stato tradotto in oltre 37 lingue.

## Vita privata
Nata nel West Sussex, Kate fu educata alla Chichester High School e al New College (Oxford). Dopo la laurea, trascorse sei anni nell'editoria. I suoi libri hanno avuto enorme successo e hanno venduto milioni di copie in oltre 40 paesi.
Kate ha sposato il suo vecchio compagno di scuola Greg, dopo averlo incontrato per caso vent'anni dopo su un treno. Mosse vive con suo marito ed i loro figli, Martha e Felix, tra il West Sussex e Carcassonne.

## Carriera
Nel 1996 ha pubblicato il suo primo romanzo, Eskimo Kissing, su una giovane donna adottata in cerca del suo passato. Questo fu seguito nel 1998 dal thriller Crucifix Lane. Dal 1998 fino al 2001, ebbe l'incarico di direttrice esecutiva del Chichester Festival Theatre. In quel periodo si impegnò nel lavoro di ricerca per il suo successivo romanzo. Nel 2005 ha ottenuto il successo internazionale con il suo romanzo I codici del labirinto (Labyrinth), una storia d'avventure ambientata sia nel Medioevo che nel presente.
È la conduttrice televisiva del talk show letterario di BBC Four, Readers' and Writers' Roadshow ed una figura notissima nei media britannici. Nel 1996 co-fondò l'annuale Premio Orange per la narrativa, di cui è anche la direttrice onoraria. Nel 2000 fu nominata European Woman of Achievement ("Donna europea di maggior successo") per il suo contributo alle arti.
Nel 2006 Kate Mosse vinse un Premio del libro britannico per I codici del labirinto nella categoria "Richard & Judy's Best Read".
Nell'ottobre 2007 pubblicò il suo romanzo L'ottavo arcano (Sepulchre).
Nel febbraio 2008 apparve nello spettacolo di dibattiti sulla moralità The Big Questions su BBC One.
Nel 2009 Mosse contribuì con un saggio a Modern Delight, un libro ispirato dal libro di J.B. Priestley del 1949, Delight, pubblicato da Waterstone's per raccogliere fondi per l'associazione di lotta alla dislessia Dyslexia Action e per la London Library.
Nell'ottobre 2009 pubblicò il suo romanzo, Winter Ghosts.
Mosse presenta il programma di BBC Radio 4 A Good Read, invitando degli ospiti a discutere i loro libri preferiti
Nel 2019 Kate Mosse pubblica il libro "La Città dei Labirinti senza Fine" (The Burning Chambers)